# Didier Kawende
 (février 2024).
Didier Kawende né à Bukavu, est un auteur congolais de bande dessinée,.